# Mosquiter de Davison
El mosquiter de Davison (Phylloscopus intensior) és una espècie d'ocell de la família dels fil·loscòpids (Phylloscopidae). Es troba a la Xina, Laos, Myanmar, Tailàndia i Vietnam. Els seus hàbitats principals són els boscos temperats, els boscos tropicals i subtropicals de frondoses humits de les terres baixes i de l'estatge montà. El seu estat de conservació es considera de risc mínim.
El nom comú d'aquest mosquiter és un homenatge al col·leccionista i conservador del Raffles Museum de Singapur William Ruxton Davison (m. 1893).